# Shibataea clade
Shibataea clade è una denominazione provvisoria per una sottotribù di piante spermatofita monocotiledone di bambù appartenente alla famiglia Poaceae (ordine delle Poales).

## Etimologia
La denominazione provvisoria del clade deriva dal suo genere più importante Shibataea Makino, 1912 il cui nome è stato dato in onore del botanico giapponese Keita Shibata (1878-1949).

## Descrizione

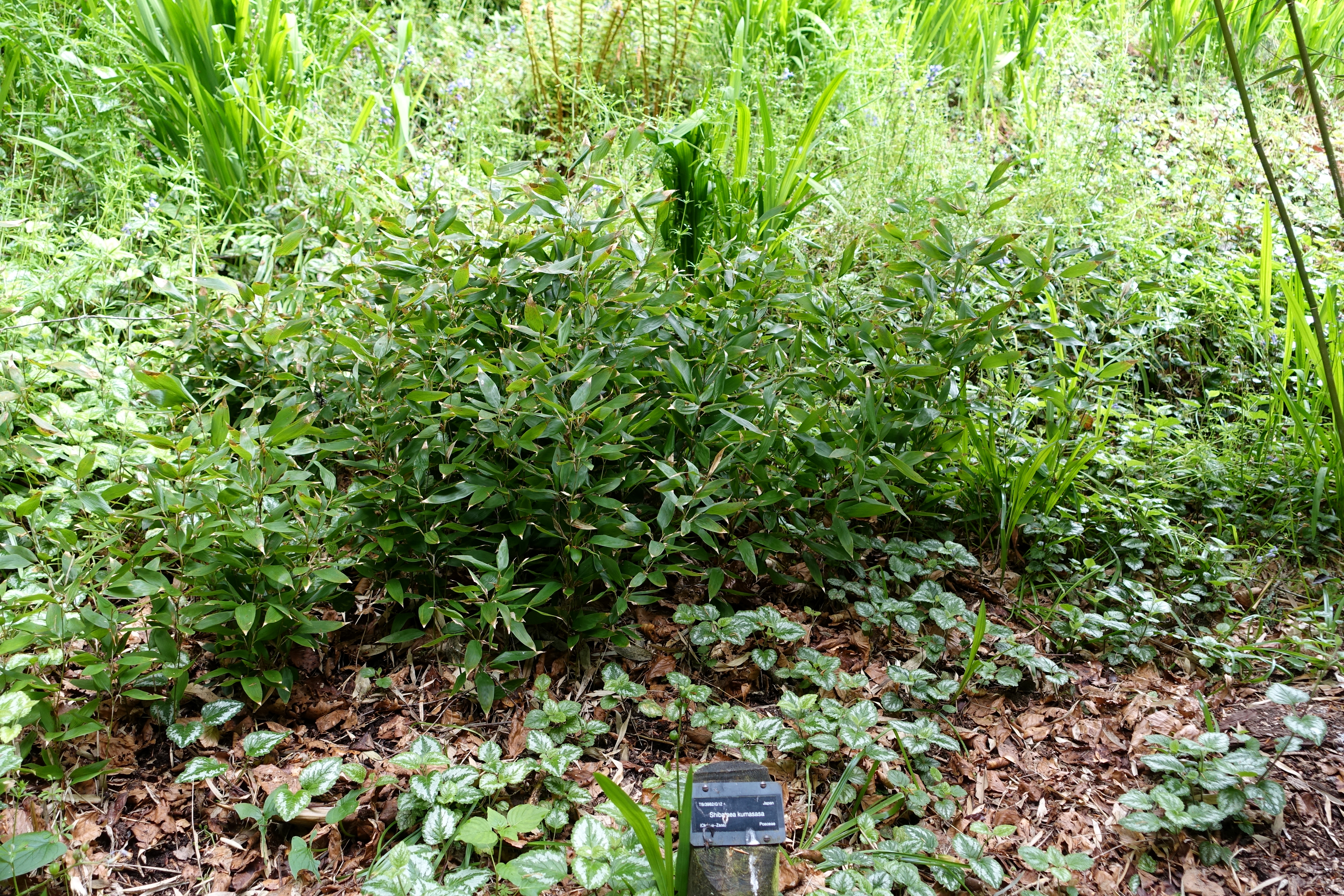
Il portamento
Shibataea kumasaca

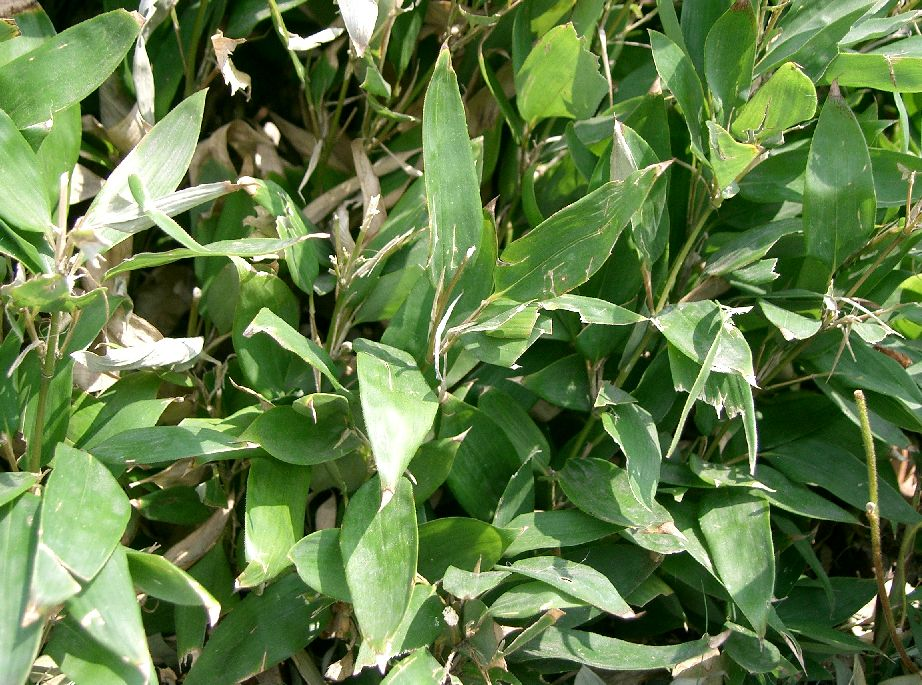
Le foglie
Shibataea kumasaca

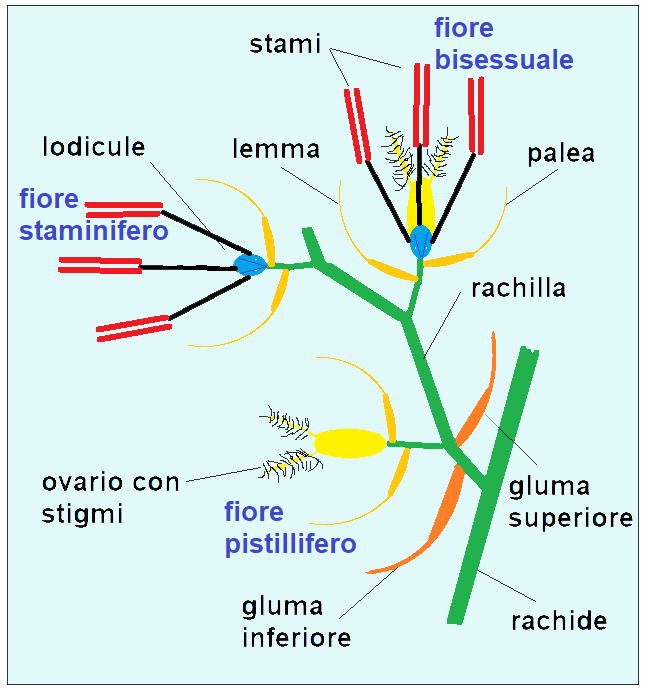
Spighetta generica con tre fiori diversi

- Il portamento delle specie di questa sottotribù è arbustivo con culmi (pluricespitosi) eretti, arrampicanti o pendenti. In Pseudosasa le piante sono alte da 0,5 a 13 metri con 6 cm di spessore; in Shibataea sono alte meno di un metro. Le radici in genere sono del tipo fascicolato derivate da rizomi sottili. Gli internodi sono affusolati, a volte scanalati; i nodi sono prominenti (gonfiati). In Ferrocalamus è presente un anello di peli bianchi sotto i nodi. Sempre in Ferrocalamus è presente un ramo per nodo nella parte basale, mentre più in alto i rami possono essere da 3 a 5. In Gelidocalamus le ramificazioni arrivano fino a 20 rametti per nodo.[1][5][6][7][8][9][10][11][12][13]
- Le foglie lungo il culmo sono alterne e distiche e si originano dai vari nodi. Sono composte da una guaina, una ligula e una lamina. Le guaine sono persistenti con o senza padiglioni auricolari (se presenti sono piccoli); sono coriacee alla base, mentre all'apice sono sottili e fimbriate; in genere sono più corte degli internodi. Le ligule sono brevi, arcuate, troncate o involute. Le lamine delle foglie sono erette o riflesse, piccole e larghe con contorni che variano da lanceolati a conici. Le venature sono parallelinervie (quelle trasversali sono visibili e distinte).
- Infiorescenza principale (sinfiorescenza o semplicemente spiga): le infiorescenze, a portamento flesso, sono per lo più ramificate ed hanno la forma di una grande pannocchia aperta. Le spighette sono molto numerose e sottili. In Gelidocalamus sono colorate di verde chiaro.
- Infiorescenza secondaria (o spighetta): le spighette, con uno snello pedicello, sono formate da 3 a 10 fiori (fino a 30 in Pseudosasa) sottesi da due brattee chiamate glume (inferiore e superiore). Le spighette possono terminare all'apice con un fiore sterile. Alla base di ogni fiore sono presenti due brattee: la palea e il lemma. Le glume sono ottuse. I lemmi hanno una consistenza coriacea con molte vene longitudinali e alcune trasversali (poco visibili); a volte sono compresse lateralmente. La palea è più lunga del lemma; è formata da due falde e l'apice è smarginato. La rachilla è articolata in modo che ogni fiore cade separatamente. In Shibataea sono presenti delle pseudo-spighette fascicolate sottese da tre bratee spatolate con 2 - 7 fiori, dei quali solamente 1 o 2 inferiori sono fertili.
- I fiori fertili sono attinomorfi formati da 3 verticilli: perianzio ridotto, androceo  e gineceo.

- Formula fiorale:

- , P 2, A (1-)3(-6), G (2–3) supero, cariosside.

- Il perianzio è ridotto e formato da tre lodicule, delle squame, poco visibili (forse relitto di un verticillo di 3 sepali).

- L'androceo è composto da 3 stami ognuno con un breve filamento libero, una antera e due teche. Le antere sono basifisse con deiscenza laterale. Il polline è monoporato.

- Il gineceo è composto da 3-(2) carpelli connati formanti un ovario supero. L'ovario, glabro, ha un solo loculo con un solo ovulo subapicale (o quasi basale). L'ovulo è anfitropo e semianatropo e tenuinucellato o crassinucellato. Lo stilo, breve, è unico con due (tre in Pseudosasa) stigmi papillosi (raramente uno in Gelidocalamus).

- I frutti sono del tipo cariosside, ossia sono dei piccoli chicchi indeiscenti, ovoidali o subglobosi, nei quali il pericarpo è formato da una sottile parete che circonda il singolo seme. In particolare il pericarpo, carnoso e succulento, è fuso al seme ed è aderente. L'endocarpo non è indurito e l'ilo è lungo e lineare. L'embrione è provvisto di epiblasto. I margini embrionali della foglia si sovrappongono. La fessura scutellare è assente.

## Biologia
In generale nelle erbe delle Poaceae la fecondazione avviene fondamentalmente tramite l'impollinazione dei fiori per via  anemogama. Gli stigmi piumosi sono una caratteristica importante per catturare meglio il polline aereo.
I semi cadendo a terra, dopo aver eventualmente percorso alcuni metri a causa del vento (dispersione anemocora) sono dispersi soprattutto da insetti tipo formiche (mirmecoria).

## Distribuzione e habitat
La distribuzione delle specie di questo gruppo è prevalentemente cinese con habitat caldo-temperati.

## Tassonomia
La famiglia di appartenenza di questo gruppo (Poaceae) comprende circa 650 generi e 9.700 specie (secondo altri Autori 670 generi e 9.500). Con una distribuzione cosmopolita è una delle famiglie più numerose e più importanti del gruppo delle monocotiledoni e di grande interesse economico: tre quarti delle terre coltivate del mondo produce cereali (più del 50% delle calorie umane proviene dalle graminacee). La famiglia è suddivisa in 12 sottofamiglie, il gruppo di questa voce fa parte della sottofamiglia Bambusoideae (tribù Arundinarieae).

### Filogenesi
La conoscenza filogenetica della tribù Arundinarieae è ancora in via di completamento. Per il momento i botanici (provvisoriamente) dividono la tribù in 12 cladi. Al gruppo di questa voce è assegnato il quarto clade (Clade IV). La posizione filogenetica del clade Shibataea non è ancora ben definita; in tutti i casi sembra essere collegato (forse come "gruppo fratello") al VI clade, formato a sua volta da due subcladi ("Sino Japanese" e "Japan-North American").
Il clade Shibataea è monofiletico e potrebbe rappresentare una Shibataeinae (ex sottotribù polifiletica delle Arundinarieae) ricircoscritta. I generi Ferrocalamus e Shibataea sono monofiletici e ben circoscritti. Il genere Gelidocalamus, alle analisi molecolari, si presenta polifiletico con alcune entità collegate probabilmente ad un altro genere polifiletico Indocalamus. Da alcune recenti ricerche risulta che le specie di Pseudosasa e Sasa formano un gruppo monofiletico che sarà probabilmente riconosciuto come un nuovo genere. Attualmente il genere Pseudosasa come è tradizionalmente circoscritto risulta polifiletico; in altre ricerche questo genere (o alcune sue specie) è incluso nel VI clade. Il clade Shibataea si stima che si sia formato attorno ai 4 - 5 milioni di anni fa (il primo valore è calcolato con procedure di calibrazione sul DNA; il secondo dato è ricavato dalle analisi dei fossili).
Il clade non ha sinapomorfie evidenti; mentre sono presenti delle sinapomorfie per i suoi singoli generi:
- Ferrocalamus: sotto i nodi sono presenti dei peli bianchi; il pericarpo del cariosside è carnoso.
- Gelidocalamus: è presente una sola foglia per ramo.
- Shibataea: le foglie hanno delle guaine strette, simili a piccioli e in proseguimento dei rametti; le ligule sono lunghe e involute; le foglie terminali di ciascun rametto sono prive della guaina.

Il numero cromosomico delle specie di questo gruppo in prevalenza ha il valore di 2n = 48.
Il cladogramma seguente mostra l'attuale conoscenza filogenetica (provvisoria) di questo gruppo:
|  | Gelidocalamus |
|  |               |
|  | Indocalamus   |
|  |               |

|  | Ferrocalamus |
|  |              |
|  | Shibateae    |
|  |              |
|  | Sasa         |
|  |              |

|  | Gelidocalamus |
|  |               |
|  | Indocalamus   |
|  |               |

|  | Ferrocalamus |
|  |              |
|  | Shibateae    |
|  |              |
|  | Sasa         |
|  |              |

### Composizione del clade
Il clade si compone di 6 generi e circa 40 specie:
| Genere                                | Specie | Distribuzione                   |
| ------------------------------------- | ------ | ------------------------------- |
| Ferrocalamus J.R. Xue & Keng f., 1982 | 2      | Cina                            |
| Gelidocalamus T.H.Wen, 1982           | 9      | Cina                            |
| Indocalamus Nakai, 1925               | ? (2)  | Cina                            |
| Pseudosasa Makino ex Nakai, 1925 (3)  | 19     | Cina, Giappone, Taiwan e Corea. |
| Sasa Makino ex Nakai, 1901            | ? (1)  | Cina, Giappone e Corea.         |
| Shibataea Makino ex Nakai, 1933       | 7      | Cina e Giappone.                |

- Nota 1: sono incluse solamente alcune specie (Sasa guangxiensis, Sasa longiligulata e altre) collegate con il genere Pseudosasa.[1][2]
- Nota 2: sono incluse solamente alcune specie (Indocalamus pseudosinicum e altre) collegate con il genere Gelidocalamus.[1][2]
- Nota 3: in altre ricerche questo genere (o alcune sue specie) è incluso nel VI clade.[2][3]